# Kurschatten
Ein Kurschatten ist eine Person, zu der während einer Kur ein enger Kontakt – meist von einem anderen Kurgast – aufgebaut wird. Er impliziert Erotik, die entstehende Beziehung kann aber auch platonisch bleiben.

## Geschichte und Gegenwart
Man sitzt beim Essen am selben Tisch, unternimmt gemeinsame Tagesaktivitäten, verabredet sich und geht am Abend möglicherweise zum Tanzen. Normalerweise hält ein solches Verhältnis nur für die Länge des Kuraufenthaltes oder höchstens ein paar Wochen oder Monate darüber hinaus. In manchen Fällen entwickeln sich daraus aber auch langfristige Freundschaften, Beziehungen oder Ehen.
„Der Kurschatten hat Einsamen den Aufenthalt versüßt, er ist Grund für Witze, er hat Ehen gestiftet, aber auch zerstört“, heißt es im Flyer zur Bad Schwalbacher (Wander-)Ausstellung. Der dazu erschienene Katalog gibt einen Einblick in die Sittengeschichte des Kur- und Bäderwesens vom 14. Jahrhundert an und beleuchtet vor allem die Beziehungen zwischen Kurgästen in späteren Epochen.
Wichtig ist dabei die Konstellation eines Kuraufenthaltes: die Entfernung von zu Hause, von Familie und Beruf, die andere Umgebung, die vorübergehende Loslösung von möglichen privaten und beruflichen Belastungen, der erleichterte Kontakt zu anderen Menschen mit zum Teil ähnlichen Problemen, die Möglichkeit, sich auszusprechen, einen neuen Abschnitt zu beginnen und vieles mehr.

## Resonanz
Das Thema Kurschatten hat auch Eingang in die Literatur gefunden, zum Beispiel in Thomas Manns Werken Tristan, Felix Krull und Zauberberg. Neben zahlreichen bildlichen Darstellungen, insbesondere auf Scherzpostkarten und in Karikaturen, gibt es auch eine plastische Bearbeitung des Themas in Gestalt des Kurschattenbrunnens in Bad Wildungen.
Das Pschyrembel-Wörterbuch Naturheilkunde und alternative Heilverfahren nahm den Begriff 2006 als fingierten Lexikonartikel (Nihilartikel) ins Nachschlagewerk auf. So hieß es dort, der Kurschatten sei „als natürliches Mittel zur Förderung des Kurerfolges schulmedizinisch anerkannt“.